# Delia tarsata
Delia tarsata este o specie de muște din genul Delia, familia Anthomyiidae. A fost descrisă pentru prima dată de Ringdahl în anul 1918. Conform Catalogue of Life specia Delia tarsata nu are subspecii cunoscute.